# Guglielmo d'Évreux
Guglielmo d'Évreux (... – 18 o 20 aprile 1118) è stato un nobile normanno, conte di Évreux dal 1067 fino alla sua morte.

## Origine
Guglielmo, secondo il monaco e cronista normanno, Guglielmo di Jumièges, nella sua Historiæ Normannorum Scriptores Antiqui, era l'unico figlio maschio del Conte di Évreux, Riccardo e della moglie, Codechilde di Conches, di cui non si conoscono gli ascendenti, e che, sempre secondo Guglielmo di Jumièges era già stata moglie di Ruggero I di Tosny.
Riccardo d'Évreux, secondo il monaco e cronista inglese, Orderico Vitale era il figlio primogenito dell'Arcivescovo di Rouen e Conte di Évreux, e, per due anni (1035-1037) anche reggente del ducato di Normandia, Roberto e della moglie, Herleva, di cui non si conoscono gli ascendenti, che era già sua amante, prima del matrimonio.

## Biografia
Guglielmo (Willelmus Ebroicensi), assieme al padre, Riccardo d'Évreux (Ricardus comes Ebroicensis, Rodberti archiepiscopi filius), fu tra capi dei Normanni che appoggiarono la spedizione in Inghilterra del duca di Normandia, Guglielmo I di Normandia detto il Bastardo, come conferma Orderico Vitale.
Secondo gli Scriptores rerum gestarum Willelmi Conquestoris, Guglielmo (Willelmo comite Deurons 80 naves) viene elencato tra i principali partecipanti alla spedizione per la conquista dell'Inghilterra, della quale Guglielmo il Bastardo divenne sovrano, nel 1066, specificando che fornì 80 navi per l'impresa, mentre suo padre, Riccardo, non viene citato (molto probabilmente non prese parte alla spedizione, per l'età avanzata), infatti non viene elencato tra i partecipanti alla battaglia di Hastings, del 14 ottobre 1066, alla quale invece partecipò, secondo Orderico Vitale, Guglielmo (Guillermus Ricardi Ebroicensis comitis filius).
Suo padre, Riccardo, morì il 13 dicembre 1067. Guglielmo, ancora secondo Guglielmo di Jumièges, Guglielmo gli succedette alla guida della Contea di Évreux.

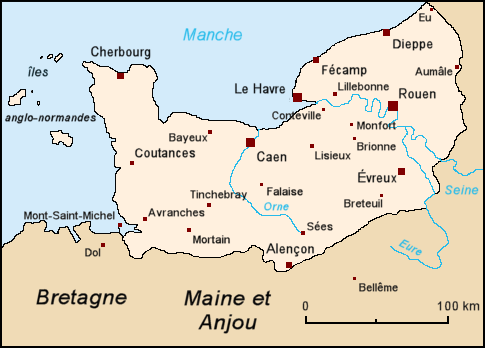
La Contea di Évreux, che occupava la parte sud orientale del ducato di Normandia, attorno alla città di Évreux; a est arrivava sino alla Senna, incluso la confluenza con l'Eure, mentre a ovest includeva anche la città di Breteil.

Cugino di Guglielmo il Bastardo, ora noto come il Conquistatore (ambedue erano pronipoti di Riccardo I Senza Paura), Guglielmo d'Évreux combatté in Inghilterra, al seguito del cugino, che lo ricompensò con alcuni territori inglesi.
Perse il controllo del castello di Évreux nel 1076, quando venne occupato dallo stesso Guglielmo il Conquistatore, che lasciò una sua guarnigione. Alla morte di quest'ultimo, nel 1087, riuscì ad allontanare le truppe ducali recuperando il pieno controllo del suo feudo.
Guerreggiò spesso contro i feudi confinanti; tra il 1083 ed il 1085, sotto la guida del primo Signore (Lord) di Richmond, Alano il Rosso, prese parte all'assedio del castello di Sainte-Suzanne, del visconte del Maine, che Guglielmo il Conquistatore voleva acquisire, dove fu fatto prigioniero.
Nel 1089, si assunse il compito di accudire la nipote, rimasta orfana della madre, Agnese d'Évreux (il padre, il signore di Montfort, Simone I era morto nel 1087), Bertrada di Montfort, prima che andasse in moglie al Conte d'Angiò e conte di Tours, Folco IV detto il Rissoso.
Molto probabilmente a causa della moglie, Helvise, che Orderico Vitale descrive arguta ma avara, Guglielmo, dopo il 1090, si trovò a lottare contro il cognato, Raoul II de Tosny e a seguito della sconfitta subita, dovette dichiarare suo erede, per la contea d'Évreux, Roger de Tosny, il figlio secondogenito di Raul; l'erede, Roger, morì prematuramente pochi anni dopo.
Secondo Orderico Vitale, con l'avanzare dell'età, il conte si era indebolito e la moglie, Helvise, assunse il governo della contea, dove si dimostrò testarda e audace, ma poco incline a seguire i suggerimenti dei consiglieri e si scontrò più volte col re d'Inghilterra e duca di Normandia, Enrico I, che esiliò in Angiò lei e il marito per ben due volte. Una fu tra il 1112 ed il 1113, quando a Guglielmo fu tolta la contea di Évreux e fu esiliato in Angiò, per circa un anno, poi la contea le fu restituita.
Guglielmo rimase vedovo, nel 1114; la contessa Helvise fu tumulata a Noyon.
Guglielmo, nel 1118, fu colpito da apoplessia e in quello stesso anno morì, senza ricevere i Sacramenti, secondo Orderico Vitale, il 18 aprile (Guillelmus enim, Ebroicensis comes, XIVO kalendas maii mortuus est), come conferma anche l'Ex Uticensis monasterii necrologio, mentre secondo l'Ex Obituario ecclesiæ Ebroicensis, morì il 20 aprile. Guglielmo, sempre secondo Orderico Vitale fu sepolto nell'Abbazia di Saint-Wandrille de Fontenelle, accanto al padre, Riccardo (et Fontinellae in coenobio Sancti Guandregisili cum Ricardo, patre suo, sepultus est).
In assenza di eredi maschi, la contea fu ereditata dal nipote, il signore di Montfort, Amalrico III, figlio della sorella Agnese d'Évreux. Ma dato che Amalrico era suddito del re di Francia, Roberto II, Enrico I, avocò a sé la contea.

## Matrimonio e discendenza
Guglielmo aveva sposato Helvise di Nevers, figlia del conte di Nevers, Guglielmo e della sua prima moglie, Ermengarda Contessa di Tonnerre; Orderico Vitale descrive Helvise arguta, bella, alta e di nobili origini (The Countess was distinguished for her wit and beauty; she was one of the tallest women in all Evreux, and of very high birth, being the daughter of William, the illustrious count of Nevers). Helvise viene ricordata insieme al marito dal re d'Inghilterra e duca di Normandia, Enrico II, in un documento del 1155 circa, in cui conferma la donazione di un'abbazia, fatta da Guglielmo ed Helvise.
Guglielmo, da Helvise non ebbe figli.

## Ascendenza
|                    |   |                      | Genitori |  |  | Nonni |  |  | Bisnonni                |  |  | Trisnonni                |  |
|                    |   |                      |          |  |  |       |  |  | Riccardo I di Normandia |  |  | Guglielmo I di Normandia |  |
|                    |   |                      |          |  |  |       |  |  | Riccardo I di Normandia |  |  | Guglielmo I di Normandia |  |
|                    |   | Sprota               |          |  |  |       |  |  | Riccardo I di Normandia |  |  |                          |  |
| Roberto d'Évreux   |   |                      |          |  |  |       |  |  | Riccardo I di Normandia |  |  |                          |  |
|                    |   | Gunnara di Normandia | …        |  |  |       |  |  |                         |  |  |                          |  |
|                    |   | Gunnara di Normandia | …        |  |  |       |  |  |                         |  |  |                          |  |
|                    |   | Gunnara di Normandia | …        |  |  |       |  |  |                         |  |  |                          |  |
| Riccardo d'Évreux  |   | Gunnara di Normandia |          |  |  |       |  |  |                         |  |  |                          |  |
|                    |   | …                    | …        |  |  |       |  |  |                         |  |  |                          |  |
|                    |   | …                    | …        |  |  |       |  |  |                         |  |  |                          |  |
|                    |   | …                    | …        |  |  |       |  |  |                         |  |  |                          |  |
| Herleva            |   | …                    |          |  |  |       |  |  |                         |  |  |                          |  |
|                    |   | …                    | …        |  |  |       |  |  |                         |  |  |                          |  |
|                    |   | …                    | …        |  |  |       |  |  |                         |  |  |                          |  |
|                    |   | …                    | …        |  |  |       |  |  |                         |  |  |                          |  |
| Guglielmo d'Évreux |   | …                    |          |  |  |       |  |  |                         |  |  |                          |  |
|                    | … | …                    |          |  |  |       |  |  |                         |  |  |                          |  |
|                    | … | …                    |          |  |  |       |  |  |                         |  |  |                          |  |
|                    | … | …                    |          |  |  |       |  |  |                         |  |  |                          |  |
| …                  | … |                      |          |  |  |       |  |  |                         |  |  |                          |  |
|                    |   | …                    | …        |  |  |       |  |  |                         |  |  |                          |  |
|                    |   | …                    | …        |  |  |       |  |  |                         |  |  |                          |  |
|                    |   | …                    | …        |  |  |       |  |  |                         |  |  |                          |  |
| Godehilde          |   | …                    |          |  |  |       |  |  |                         |  |  |                          |  |
|                    |   | …                    | …        |  |  |       |  |  |                         |  |  |                          |  |
|                    |   | …                    | …        |  |  |       |  |  |                         |  |  |                          |  |
|                    |   | …                    | …        |  |  |       |  |  |                         |  |  |                          |  |
| …                  |   | …                    |          |  |  |       |  |  |                         |  |  |                          |  |
|                    |   | …                    | …        |  |  |       |  |  |                         |  |  |                          |  |
|                    |   | …                    | …        |  |  |       |  |  |                         |  |  |                          |  |
|                    |   | …                    | …        |  |  |       |  |  |                         |  |  |                          |  |
|                    |   | …                    |          |  |  |       |  |  |                         |  |  |                          |  |

### Fonti primarie
- (LA)  Rerum Gallicarum et Francicarum Scriptires, tomus X.
- (LA)  Rerum Gallicarum et Francicarum Scriptires, tomus XXIII.
- (LA)  Scriptores rerum gestarum Willelmi Conquestoris.
- (LA)  Recueil des actes de Henri II roi d´Angleterre et duc de Normandie, Tomes I.
- (LA)  Ordericus Vitalis, Historia Ecclesiastica, vol. II.
- (LA)  Ordericus Vitalis, Historia Ecclesiastica, vol. unicum.
- (LA)  Ordericus Vitalis, Historia Ecclesiastica, tomus III, libri VI-IX.
- (LA)  Ordericus Vitalis, Historia Ecclesiastica, tomus IV, libri X-XIII.
- (EN)  Ordericus Vitalis, Ecclesiastical History, vol. II.
- (EN)  Ordericus Vitalis, Ecclesiastical History, vol. III.
- (LA)  Historiæ Normannorum Scriptores Antiqui.

### Letteratura storiografica
- William John Corbett, "L'evoluzione del ducato di Normandia e la conquista normanna dell'Inghilterra", cap. I, vol. VI (Declino dell'impero e del papato e sviluppo degli stati nazionali) della Storia del Mondo Medievale, 1999, pp. 5–55.
- William John Corbett, "Inghilterra, 1087-1154", cap. II, vol. VI (Declino dell'impero e del papato e sviluppo degli stati nazionali) della Storia del Mondo Medievale, 1999, pp. 56–98.
- A. L. d'Harmonville - Dizionario delle date, dei fatti, luoghi ed uomini storici - Roma, Giuseppe Antonelli editore, 1845.